# Kutaagung
Kutaagung is een bestuurslaag in het regentschap Cilacap van de provincie Midden-Java, Indonesië. Kutaagung telt 965 inwoners (volkstelling 2010).